# Martin Vahl

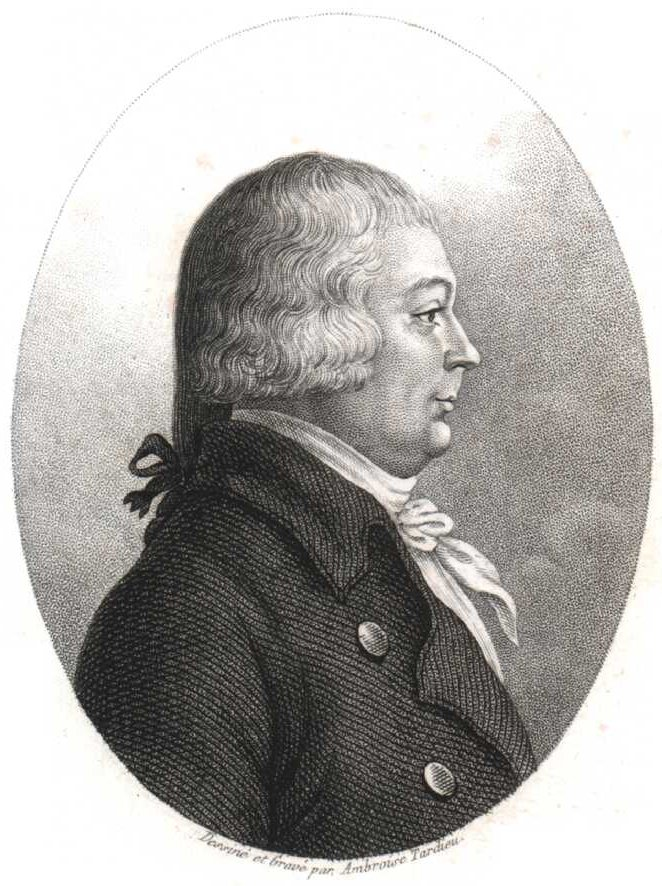
Martin Vahl

Martin Vahl (eigentlich Martin Vahl Henrichsen; * 10. Oktober 1749 in Bergen, Norwegen; † 24. Dezember 1804 in Kopenhagen) war ein norwegisch-dänischer Botaniker und Schüler Linnés. Sein offizielles botanisches Autorenkürzel lautet „Vahl“.

## Leben und Wirken
Martin Vahl war der Sohn des Kapitäns und späteren Kaufmanns Henrich Rasmussen (1720–1794) und dessen Frau Christine Elisabeth Friis (1726–1765). Er wurde nach Martinus Wahl benannt, seinem Taufpaten und dem Großonkel mütterlicherseits. Vahl wuchs in Bergen auf, wo er die Domschule besuchte. 1766 ging er zum Studium der Theologie nach Kopenhagen, wo er sich aber mehr für die Botanik interessierte und Vorlesungen bei Christen Rottbøll (1727–1797) und Johan Zoëga besuchte. Schon 1767 kehrte er für zwei Jahre nach Bergen zurück, bevor er auf Empfehlung des Apothekers Johan Carl de Besche (1737–1787) Schüler Carl von Linnés in Uppsala wurde und dort bis 1774 blieb.
Zurück in Kopenhagen bekam er eine Stellung am Botanischen Garten. Gemeinsam mit dem Gärtner arbeitete er am Umzug der beiden existierenden Gärten an den neuen Standort in Nyhavn bei Schloss Charlottenborg. Von 1779 bis 1782 war er Dozent im Botanischen Garten. Nach einem öffentlich ausgetragenen Streit mit dem neuen Gärtner Niels Simon Bache (1748–1795) wurde auf Regierungsebene entschieden, Vahl ein Stipendium für eine zweijährige Studienreise zu gewähren. Von 1783 bis 1785 bereiste er die Niederlande, Frankreich, Spanien, Tunis, Italien, die Schweiz und England. Vor allem in Spanien und Tunis sammelte er bis dahin unbekannte Pflanzenarten. Er erhielt Zugang zu den europäischen botanischen Sammlungen und zu Fachliteratur. Während seiner Reise starb 1784 Otto Friedrich Müller, der Herausgeber der Flora Danica, und Vahl wurde zu seinem Nachfolger bestimmt. In dieser Funktion unternahm er 1786 bis 1788 Sammelreisen nach Norwegen. Als sich 1789 ein Kreis von Interessierten zusammenschloss, um die Naturforschende Gesellschaft zu Kopenhagen (Naturhistorie Selskabet) zu gründen, wurde Vahl als Lehrer in Zoologie und Botanik angestellt. 1801 wurde er zum ordentlichen Professor für Botanik an der Universität Kopenhagen berufen. Zu seinen Schülern gehörten Christen Smith und Henrich Steffens. Er starb 1804 im Alter von 55 Jahren.
Laut Jens Wilken Hornemann hat Vahl 1100 Arten neu beschrieben und die Beschreibung von 700 verbessert.
Martin Vahl war verheiratet mit Annichen D. E. Dedekam (1769–1830). Sein Sohn Jens Vahl (1796–1854) wurde ebenfalls Botaniker. Dessen Bruder Johan Vahl (1799–1875) schlug die militärische Laufbahn ein und beendete seinen aktiven Dienst 1865 im Rang eines Generalmajors.

## Ehrungen
Am 4. Februar 1791 wurde Vahl in die Königlich Dänische Akademie der Wissenschaften aufgenommen. Im Jahr 1792 wurde er zum Mitglied der Leopoldina gewählt.
Die Pflanzengattung Vahlia Thunb. (zeitweise der Gattung Bistella zugeschlagen) aus der Familie Vahliaceae in der Unterklasse der Asternähnlichen (Asteridae) ist nach ihm benannt.
Nach Martin Vahl wurden Straßen in Oslo, Bergen und Aarhus sowie eine Schule in Oslo benannt.

## Schriften
- Symbolæ botanicæ, sive plantarum, tam earum, quas in itinere, inprimis orientali, collegit Pt. Forsskål. 3 Bände, Kopenhagen 1790–1794.
- Icones illustrationi plantarum Americanarum, in Eclogis descriptarum, inservientes. 1798–1799 (Digitalisat)
- Eclogae americanae. Lieferungen 1–3, Kopenhagen 1796–1807
- Enumeratio plantarum. 2 Bände, Kopenhagen 1804–1805.